# Kanovaren op de Paralympische Zomerspelen 2024
Op de XVIIe Paralympische Zomerspelen die in de Franse hoofdstad Parijs werden gehouden, was kanovaren een van de 22 beoefende sporten. De wedstrijden vonden plaats in het Stade nautique olympique d'Île-de-France, in de gemeenten Vaires-sur-Marne, Chelles en Torcy, in het departement Seine-et-Marne, van zes tot en met acht september. Er waren tien evenementen: zowel voor mannen als vrouwen zijn er vijf evenementen.

## Medaillespiegel
| Plaats | Land             | NPC | Goud | Zilver | Brons | Totaal |
| 1      | Groot-Brittannië | GBR | 4    | 4      | 0     | 8      |
| 2      | Brazilië         | BRA | 1    | 2      | 1     | 4      |
| 3      | Australië        | AUS | 1    | 1      | 1     | 3      |
| 3      | Oekraïne         | UKR | 1    | 1      | 1     | 3      |
| 5      | Algerije         | ALG | 1    | 0      | 0     | 1      |
| 5      | Chili            | CHI | 1    | 0      | 0     | 1      |
| 5      | Hongarije        | HUN | 1    | 0      | 0     | 1      |
| 8      | Frankrijk        | FRA | 0    | 1      | 1     | 2      |
| 9      | Canada           | CAN | 0    | 1      | 0     | 1      |
| 10     | Duitsland        | DEN | 0    | 0      | 3     | 3      |
| 11     | China            | CHN | 0    | 0      | 1     | 1      |
| 11     | Nieuw-Zeeland    | NZL | 0    | 0      | 1     | 1      |
| 11     | Verenigde Staten | USA | 0    | 0      | 1     | 1      |

## Uitslagen
| mannen | mannen | mannen | mannen                   | mannen | mannen                | mannen | mannen                   |
| Klasse | Tijd   | Goud   | Goud                     | Zilver | Zilver                | Brons  | Brons                    |
| ------ | ------ | ------ | ------------------------ | ------ | --------------------- | ------ | ------------------------ |
| KL 1   | 44.55  | HUN    | Péter Pál Kiss           | BRA    | Luis Cardoso da Silva | FRA    | Rémy Boullé              |
| KL 2   | 41.31  | AUS    | Curtis McGrath           | GBR    | David Phillipson      | UKR    | Mykola Syniuk            |
| KL 3   | 39.91  | ALG    | Brahim Guendouz          | AUS    | Dylan Littlehales     | BRA    | Miquéias Elias Rodrigues |
| VL 2   | 50.47  | BRA    | Fernando Rufino de Paulo | BRA    | Igor Tofalini         | USA    | Steven Haxton            |
| VL 3   | 47.49  | UKR    | Vladyslav Yepifanov      | GBR    | Jack Eyers            | NZL    | Peter Cowan              |

| vrouwen | vrouwen | vrouwen | vrouwen               | vrouwen | vrouwen          | vrouwen | vrouwen         |
| Klasse  | Tijd    | Goud    | Goud                  | Zilver  | Zilver           | Brons   | Brons           |
| ------- | ------- | ------- | --------------------- | ------- | ---------------- | ------- | --------------- |
| KL 1    | 51.95   | CHI     | Katherinne Wollermann | UKR     | Maryna Mazhula   | GER     | Edina Müller    |
| KL 2    | 49.07   | GBR     | Charlotte Henshaw     | GBR     | Emma Wiggs       | GER     | Anja Adler      |
| KL 3    | 46.66   | GBR     | Laura Sugar           | FRA     | Nélia Barbosa    | GER     | Felicia Laberer |
| VL 2    | 58.88   | GBR     | Emma Wiggs            | CAN     | Brianna Hennessy | AUS     | Susan Seipel    |
| VL 3    | 55.70   | GBR     | Charlotte Henshaw     | GBR     | Hope Gordon      | CHN     | Zhong Yongyuan  |